# Asplenium diplaziosorum
Asplenium diplaziosorum är en svartbräkenväxtart som beskrevs av Georg Hans Emmo Wolfgang Hieronymus. Asplenium diplaziosorum ingår i släktet Asplenium och familjen Aspleniaceae. Inga underarter finns listade.